# Polityka w Raciborzu
Polityka w Raciborzu – skupia się głównie wokół Rady Miasta, ale również wokół Rady Powiatu Raciborskiego.
Miasto Racibórz jest gminą miejską i siedzibą władz powiatu raciborskiego. Na czele miasta stoi prezydent, od 2002 wybierany w wyborach bezpośrednich co 4 lata. Jest on również organem wykonawczym miasta. Stanowi on jednoosobowy zarząd. Funkcję doradczą dla Prezydenta miasta stanowią jego zastępcy. Organem uchwałodawczym jest rada miejska składająca się z 23 radnych.

## Prezydenci miasta i jego zastępcy
Obecnym prezydentem miasta Racibórz jest Mirosław Lenk. Od wyzwolenia miasta przez wojska radzieckie w marcu 1945 roku miasto miało 17 prezydentów i 22 wiceprezydentów. Najważniejsze stanowisko we władzach wykonawczych Raciborza było na przestrzeni lat różnie nazywane: od 9 maja 1950 zwano ich przewodniczącymi rady miejskiej, od 15 maja 1963 roku zwano ich naczelnikami, a od 30 czerwca 1975 roku przywrócono nazwę prezydent, która jest w użyciu do dziś.

## Rada miejska
Rada miasta Raciborza składa się z 23 radnych wybieranych w wyborach bezpośrednich odbywających się co 4 lata. 
Obecnie przewodniczącym rady miejskiej jest Tadeusz Wojnar, a w jej skład wchodzi 23, wybieranych w wyborach bezpośrednich radnych. W roku 2002, po nowelizacji Ustawy o samorządzie lokalnym rada miasta utraciła prawo wyboru prezydenta. Zgodnie z tą ustawą 27 października 2002 odbyły się pierwsze wybory powszechne na prezydenta Raciborza, w których został wybrany Jan Osuchowski.
Partie i stronnictwa w radzie (według mandatów):
- KWW Mirosława Lenka Razem dla Raciborza 5 mandatów
- KW Prawo i Sprawiedliwość 4 mandaty
- KWW Ruch Samorządowy Racibórz 2000 4 mandaty
- KW Towarzystwo Miłośników Ziemi Raciborskiej 3 mandaty
- KWW Oblicza dla Rozwoju Raciborza 3 mandaty
- KW Platforma Obywatelska 3 mandaty
- KKW SLD+SDPL+PD+UP Lewica i Demokraci 1 mandat